# Bollwerk
Als Bollwerk (veraltet auch: Bohlwerk) bezeichnet man im allgemeinen Bauwesen die aus einer Reihe eingerammter Pfähle bestehende Stützwand eines Erdkörpers. Die Pfähle werden oben durch einen Holm verbunden, hinter den Pfählen werden starke Bohlen eingeschoben. Ein solches Bohlwerk dient besonders in sumpfigen und steinarmen Gegenden als Ersatz für Futter- und Freimauern. Im Festungsbau verstand man unter Bollwerk ursprünglich einen aus in die Erde gerammten Holzbohlen errichteten Schutzzaun bzw. Schutzwall.

## Im allgemeinen Bauwesen

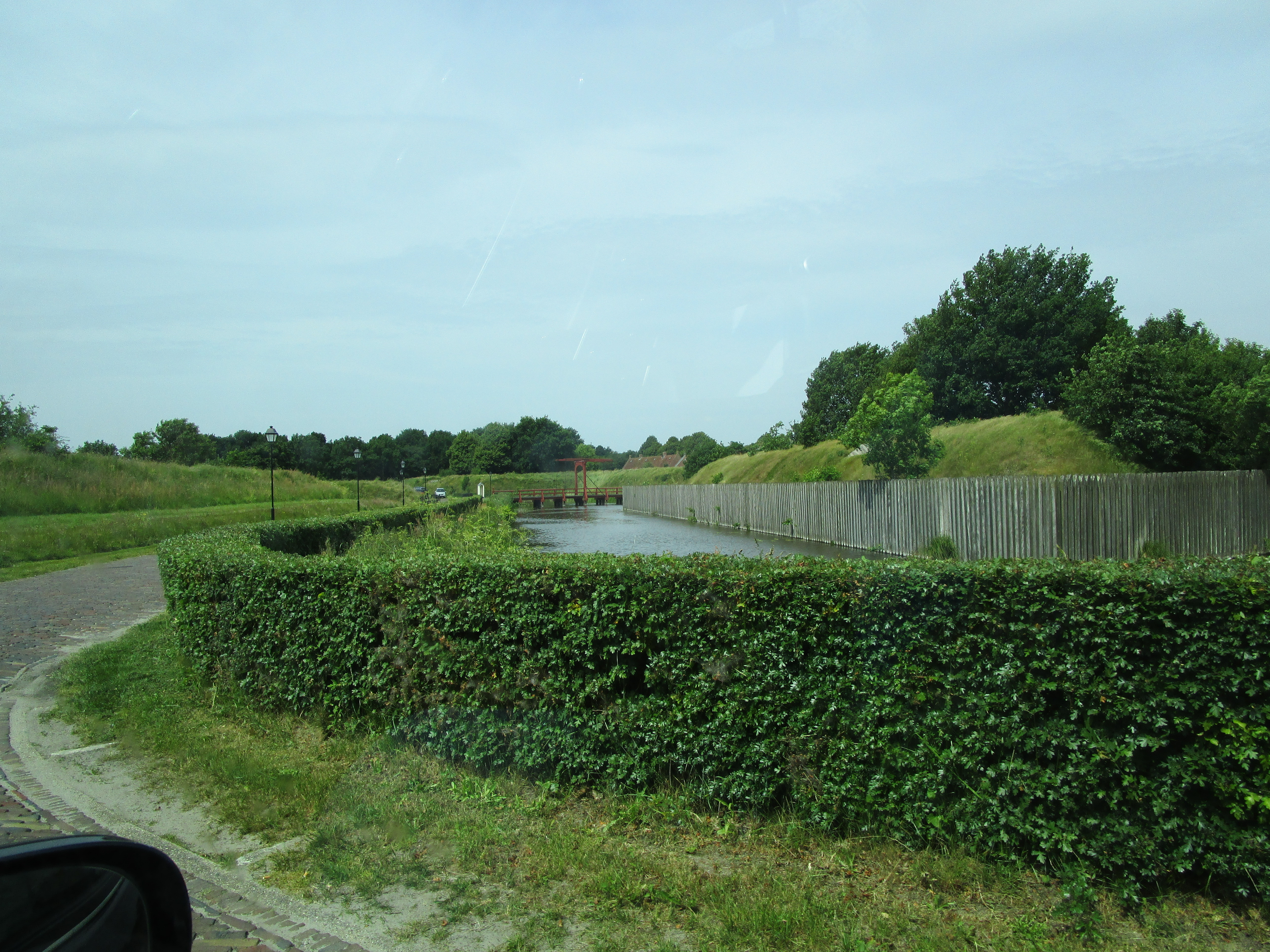
Ein restauriertes Bollwerk an der Festung Bourtange in den Niederlanden

Die Bollwerkspfähle müssen so tief in den Boden eingerammt und so starkgemacht werden, dass sie von der hinterfüllten Erde weder umgedrückt noch abgebrochen werden können. Ihre gegenseitige Entfernung hängt von der Stärke der zur Verfügung stehenden Bohlen ab, von welchen die untersten den stärksten Erddruck erfahren und gleichwohl nicht durchgebogen werden dürfen.
Ist der Untergrund, in welchen die Bohlwerkspfähle gerammt werden, nicht fest genug, um dem Bollwerk die nötige Standfähigkeit zu geben, so muss es verstrebt oder verankert werden. Wenn der vor der Bohlenwand befindliche Raum nicht frei bleiben muss, so bedient man sich der Verstrebung, wobei besondere Erdpfähle vor der Bohlenwand eingerammt und durch Querzangen mit den Bollwerkspfählen verbunden werden, bevor man die sich gegen einen durchgehenden horizontalen Verbindungsriegel der Bollwerkspfähle stemmenden Streben einsetzt.
Muss dagegen der vor der Bohlenwand befindliche Raum frei bleiben, so wendet man eine Konstruktion an, bei welcher die erwähnten Erdpfähle hinter der Bohlenwand eingerammt und durch ähnliche Querzangen mit den Bollwerkspfählen verbunden werden. Die hier auf Zug beanspruchten Streben werden oben durch Schraubenbolzen und kurze Querzangen sowohl mit den erwähnten Horizontalriegeln als auch mit den Bollwerkspfählen verbunden.
Die Erdpfähle müssen in beiden Fällen möglichst fest eingerammt werden, da der Erddruck sie im ersten Fall niederzudrücken, im zweiten Fall herauszuziehen strebt. Eine zweite Verankerung von Bollwerken durch so genannte Ankerpfähle wird besonders bei Bollwerken mit aufgesetzten Bollwerkspfählen angewandt, bei welchen auf einer Reihe von starken, unter Niedrigwasser eingerammten Grundpfählen, welche einer Fäulnis nicht unterliegen, die Bollwerkswand aufgesetzt und an der Verbindungsstelle durch einen Verbindungsriegel und durch eiserne Klammern, welche unter sich wieder durch Splintbolzen verbunden sind, gegen Verschiebung gesichert wird.
Einer Drehung und einem Umsturz wird durch die mittels eines horizontalen Riegels verbundenen Ankerpfähle vorgebeugt, welche durch Querzangen mit den auch durch einen Horizontalriegel verbundenen Bollwerkspfählen fest vereinigt sind. Die Futterbohlen setzen sich bei dieser Anordnung des Bollwerks, welche bei eintretender Fäulnis und erforderlicher Reparatur desselben das Herausnehmen und Ersetzen nur des aufgesetzten Teils nötig machen, auf den unteren Horizontalriegel auf und werden oben so weit ausgeschnitten wie die Querzangen dies erfordern.

## Im Festungsbau

Das Bollwerk an der Gützkower Fähre (Peene) 1938 – hinten rechts

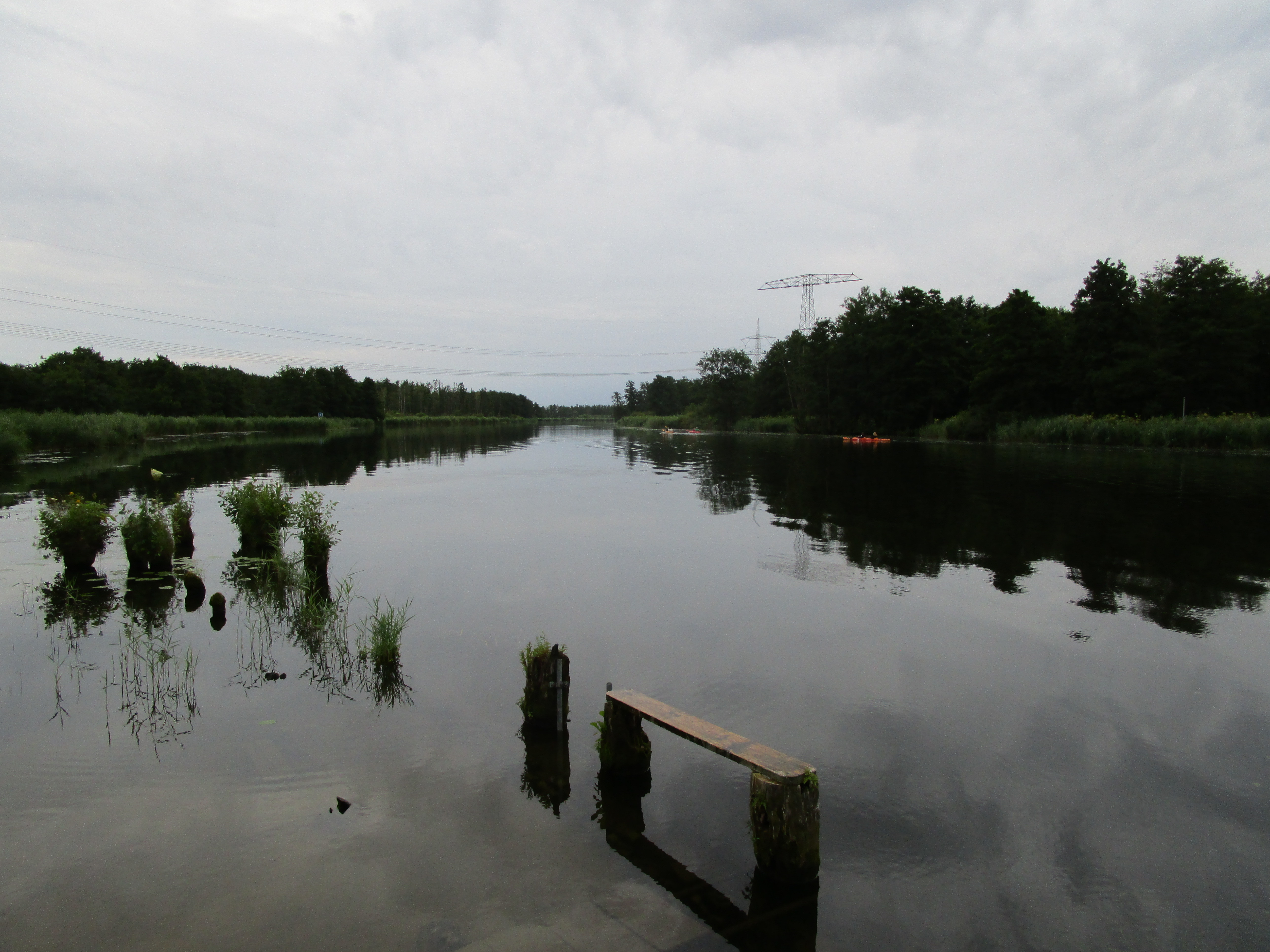
Bollwerkrest bei Lüssow (Peene)

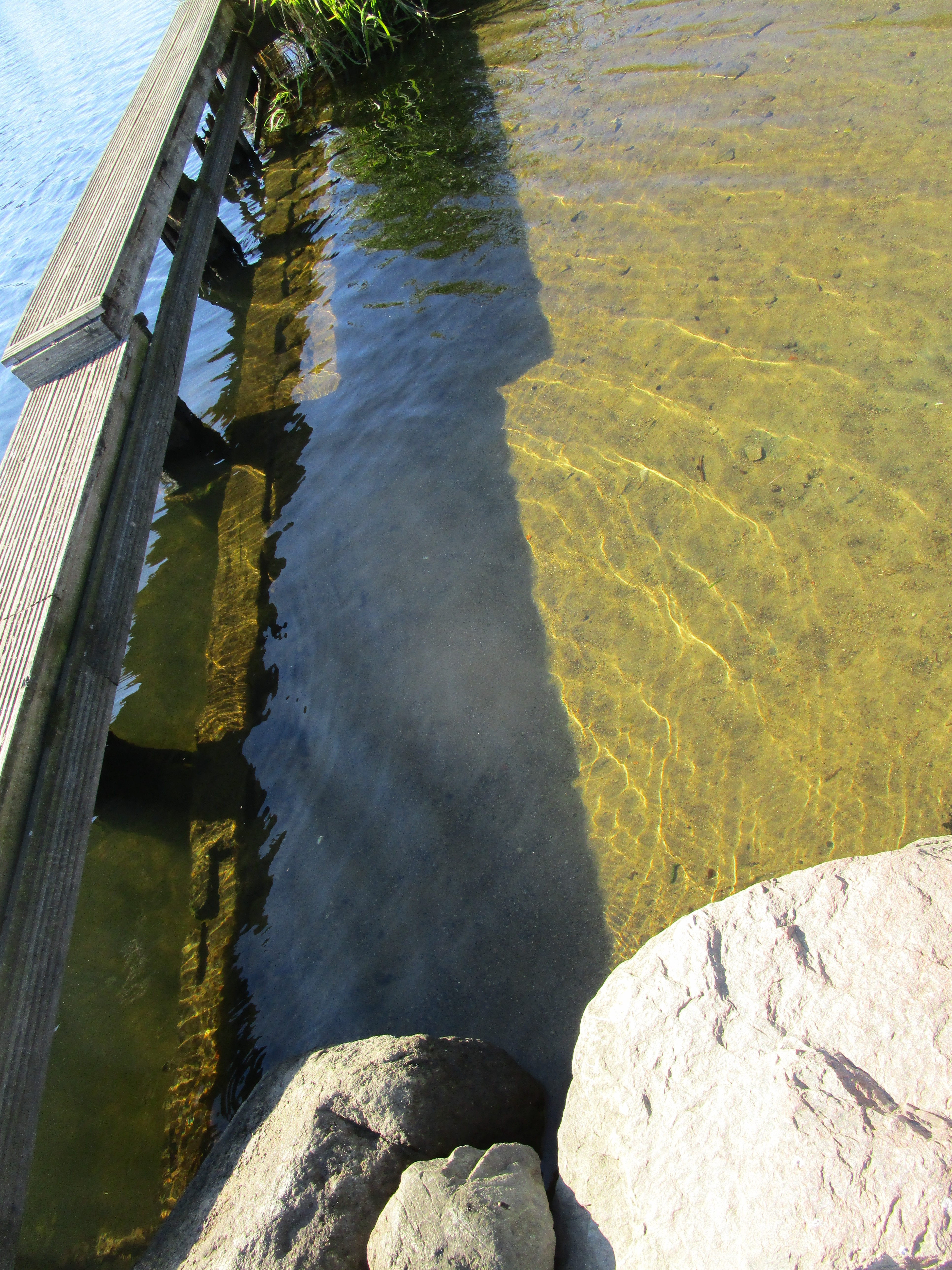
Bollwerksrest bei Pentin (Peene) mit Spundwand unter Wasser

Das Wort Bollwerk leitet sich – genau wie das Wort Palisade – von den ältesten von Menschen angelegten Befestigungswerken ab, nämlich einer Reihe von in den Boden gerammten oder eingegrabenen Pfählen, Planken oder Baumstämmen. (Mittelhochdeutsch: bolen, Bohlen) Bollwerk war somit ursprünglich die Bezeichnung für einen aus Bohlen (Pfählen) errichteten Schutzzaun und davon abgeleitet letztlich für die gesamte Befestigungsanlage. Erst in der Neuzeit (ab dem 16. Jahrhundert) wurde der Begriff in der Fachsprache des Festungsbaus zunehmend auf eine den Hauptwall flankierende Anlage eingeschränkt, während im allgemeinen Sprachgebrauch eine besonders starke Festung verstanden wird.
In der Fachterminologie des neuzeitlichen Festungsbaus wird jede aus der Walllinie vorspringende Anlage als Bollwerk bezeichnet. Der Zweck einer solchen Anlage war es, den Raum unmittelbar vor dem Wall, den die Verteidiger von der Brustwehr aus nicht einsehen können, seitlich bestreichen zu können. Bollwerke sind also der flankierende Teil eines Festungswalls und besitzen in einer neuzeitlichen Festung somit die gleiche Funktion wie die Türme einer antiken oder mittelalterlichen Stadtmauer. Der Ausdruck Bollwerk war in der Fachterminologie des (deutschen) Festungsbaus nicht an eine ganz bestimmte Bauform gebunden, sondern konnte als Synonym zu Bastion, Bastei oder Rundell (Rondell) oder einem anderen flankierenden Bauwerk gebraucht werden.

## Im Wasserbau
Die Flussschifffahrt nahm im 19. Jahrhundert ständig zu, da in der Fläche nur sehr schlechte Transportmöglichkeiten bestanden. Da die Gutsherren besonders in Mecklenburg, Pommern und Brandenburg ihre Produkte zu den Verarbeitungs- und Verwertungseinrichtungen bringen mussten, war es notwendig, geeignete Transportwege zu schaffen. Diese Gebiete waren weitgehend mit Flüssen versehen, die günstige Transportwege darstellten. Dazu mussten aber auch an den Flüssen Verladepunkte entstehen. In den Städten wurden dazu Kaianlagen angelegt, aber auch in der Fläche mussten dazu passende Anlegemöglichkeiten gebaut werden. Das waren dann die so genannten Bollwerke.
Diese Bollwerke bestanden aus Pfahlreihen, die in den Flussboden gerammt wurden, wo schon ausreichend Wassertiefe für die noch recht flachgehenden Flusskähne vorhanden war. Die Pfähle wurden mit horizontalen Querstreben versehen, an denen senkrechte Holzbohlen mit Falz als Spundwände angebracht wurden. Das Holzwerk war in der Regel aus beständiger Eiche. Diese Konstruktion wurde zum Ufer hin mit Erde hinterfüllt. Günstiger Weise wurden an diesen Verladepunkten noch Flächen mit Holzbohlen als Plattform gebaut. Diese Verladepunkte waren über Dämme mit dem Festland verbunden, auf denen das Verladegut mit Pferdegespannen oder später mit Feldbahnloren von den Gütern angefahren wurde. Viele Güter hatten für den Eigenbedarf auch Ziegeleien aufgebaut, die dann aber auch Handelsware produzierten, je nach Tonvorkommen. Auch diese wurden an das Feldbahnnetz angeschlossen und über diese an die Bollwerke. Als ab den 1860er Jahren dann Eisenbahnstrecken und in den 1890er Jahren auch flächenmäßig Kleinbahnen gebaut wurden, ging die Flussschifffahrt wieder zurück und die Bollwerke waren in den von der Bahn berührten Gebieten überflüssig und verfielen. Nur dort, wo keine Bahnverbindungen waren oder wo Umladepunkte von den Bahnen zur Flussschifffahrt notwendig waren, wurden sie unterhalten und sogar ausgebaut. Noch heute sind diese Reste der Bollwerke an den Flüssen, wie der Peene in Vorpommern zu sehen. Teilweise werden sie als Anlegepunkte für die Freizeitboote und von Anglern genutzt.

## In anderen Sprachen
Das Wort Bollwerk gelangte in leicht veränderter Form auch in andere Sprachen. Die mittelniederländische Form (bulwerke) des Wortes wurde in das Französische als der boulevard und in andere romanische Sprachen (als belvardo oder baluardo) übernommen. In der katalanischen Sprache entwickelte sich Bollwerk über das mittelalterliche französische boulouart zu baluard. Im Englischen hat sich die Schreibweise bulwark ergeben.
Es findet sich zum Beispiel im Namen des Museums für moderne und zeitgenössische Kunst in Palma de Mallorca wieder: Es Baluard.